# Битва при Кантоне (1857)
Битва при Кантоне (кит. 廣州城戰役) — сражение британских и французских войск против цинского Китая 28-31 декабря 1857 года во время Второй опиумной войны. Британский верховный комиссар лорд Элгин стремился продемонстрировать свою силу, захватив город Кантон (Гуанчжоу), и пленить китайского чиновника Е Минчэня, который сопротивлялся попыткам Великобритании реализовать Нанкинский договор 1842 года. Элгин приказал англо-французским войскам взять город, и 28 декабря начался штурм. 29 декабря союзные войска взяли под контроль городские стены, но отложили вход в сам город до 5 января. Впоследствии они захватили Е и, по некоторым данным, сожгли большую часть города. Лёгкость, с которой союзники выиграли битву, стала одной из причин подписания Тяньцзиньского договора в 1858 году.

## Предыстория
В конце Первой опиумной войны в соответствии с условиями Нанкинского договора 1842 года британцам был разрешен доступ в Кантон (Гуанчжоу), но въезд туда был в нарушение соглашений запрещён наместником Е Минчэнем. В 1856 году на Тринадцать факторий и их жилые дома было совершено несколько нападений, завершившихся пожаром и их полным уничтожением. Это, а также захват торгового судна «Arrow», заставили британцев собрать силы для требования репараций. Хотя британский Королевский флот летом уничтожил китайские джонки, нападение на Кантон было отложено из-за индийского мятежа. 12 декабря 1857 года британский верховный комиссар в Китае лорд Элгин написал Е, требуя от него полного выполнения соглашений о торговле и доступе, закреплённых в Нанкинском договоре 1842 года, положившем конец Первой опиумной войне, а также выплаты репараций за потери Великобритании. Элгин пообещал, что если Е согласится с требованиями в течение десяти дней, британские и французские войска прекратят наступательные действия, хотя и сохранят за собой ключевые форты до подписания нового мирного договора.
Е Минчэню сказали, что у него есть 48 часов, чтобы подчиниться. Тот ответил, что Британия фактически отказалась от своих прав в отношении Кантона за восемь лет бездействия, что причина войны (потеря корабля) была создана британцами и что он не может подписать новый мирный договор, поскольку срок договора 1842 года был установлен императором в 10 000 лет. 17 декабря Элгин поднялся на борт HMS Furious и направился вверх по реке к Кантону. 21 декабря Элгин приказал британскому адмиралу Майклу Сеймуру, французскому адмиралу Шарлю Риго де Женульи и британскому генералу Чарльзу ван Страубензе взять Кантон и передал им полный оперативный контроль. 
22 декабря британские и французские войска провели разведку города. Силы союзников насчитывали 800 человек из Индийского королевского сапёрного и минного полка и британского 59-го (2-го Ноттингемширского) пехотного полка, 2100 королевских морских пехотинцев, военно-морскую бригаду численностью 1829 человек, набранную из экипажей британских кораблей, и 950 человек французского флота, выстроившихся против китайского гарнизона численностью 30 000 человек. Однако союзники могли рассчитывать на огневую поддержку англо-французских военных судов и артиллерийских батарей на Датч-Фолли и других близлежащих островах. 

## Битва

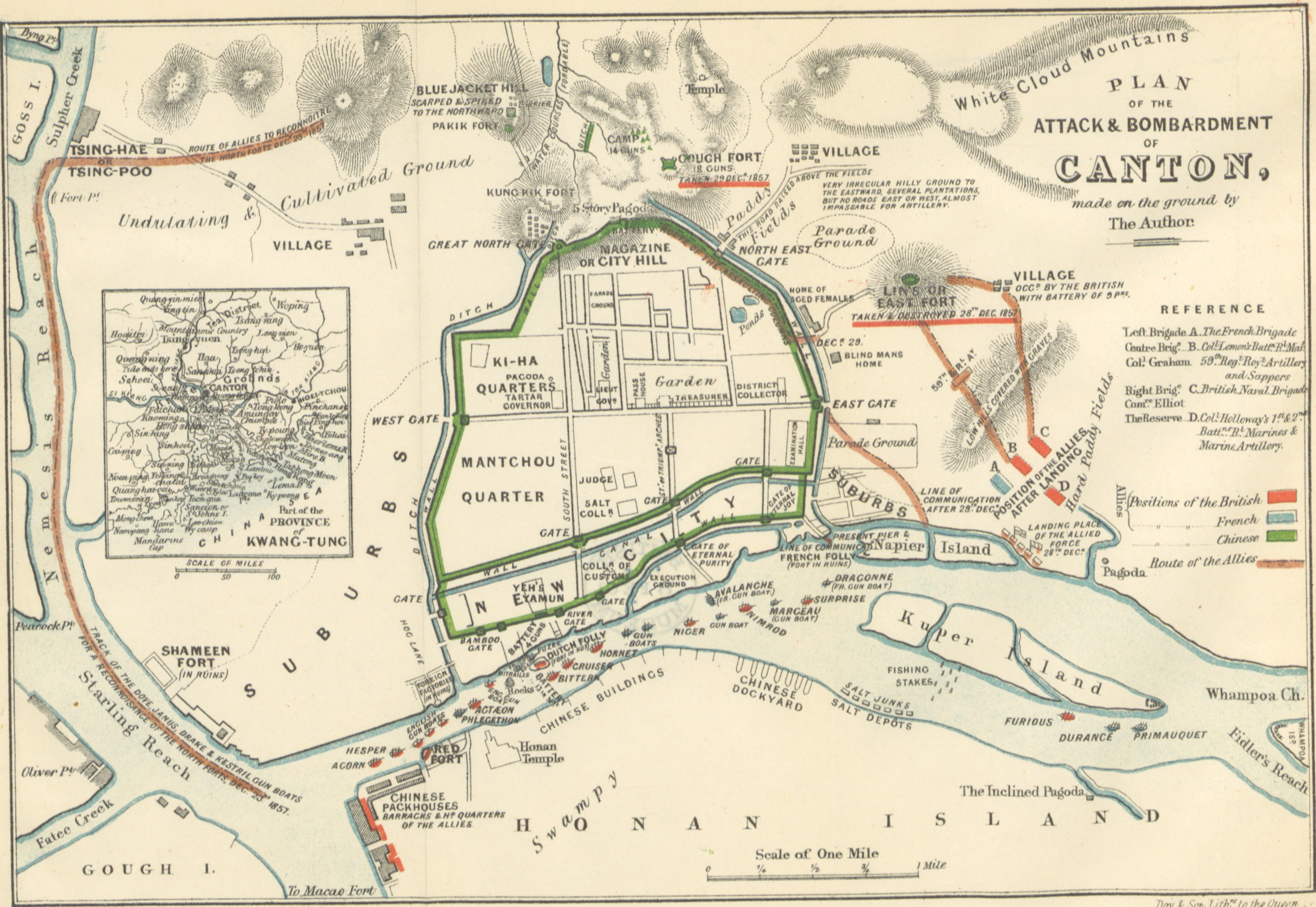
План атаки и бомбардировки Кантона

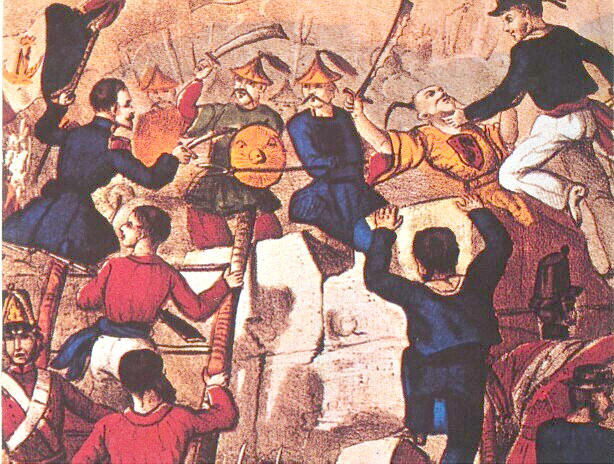
Поединок на городских стенах

Основное сражение началось с морской бомбардировки, которая продолжалась весь день и ночь 28 декабря. На следующий день войска высадились и заняли небольшой форт у ручья Купар к юго-востоку от города:503. Китайцы полагали, что атакующие попытаются захватить Мэгэзин-Хилл, прежде чем двинуться к городским стенам, но утром 29 декабря после морской бомбардировки, завершившейся в 9 утра, французские войска поднялись на городские стены, не встретив особого сопротивления. Они прибыли к стене на полчаса раньше и поэтому попали под огонь собственных орудий. Британцы также ворвались в город через Восточные ворота:504.
Через городские стены перебрались более 4700 британских и индийских солдат и 950 французов. Стены удерживались неделю, а утром 5 января войска двинулись на улицы города, в котором проживало более 1 000 000 человек. Источники оценивают потери китайской стороны в 450 солдат и 200 гражданских лиц. 

## Последствия

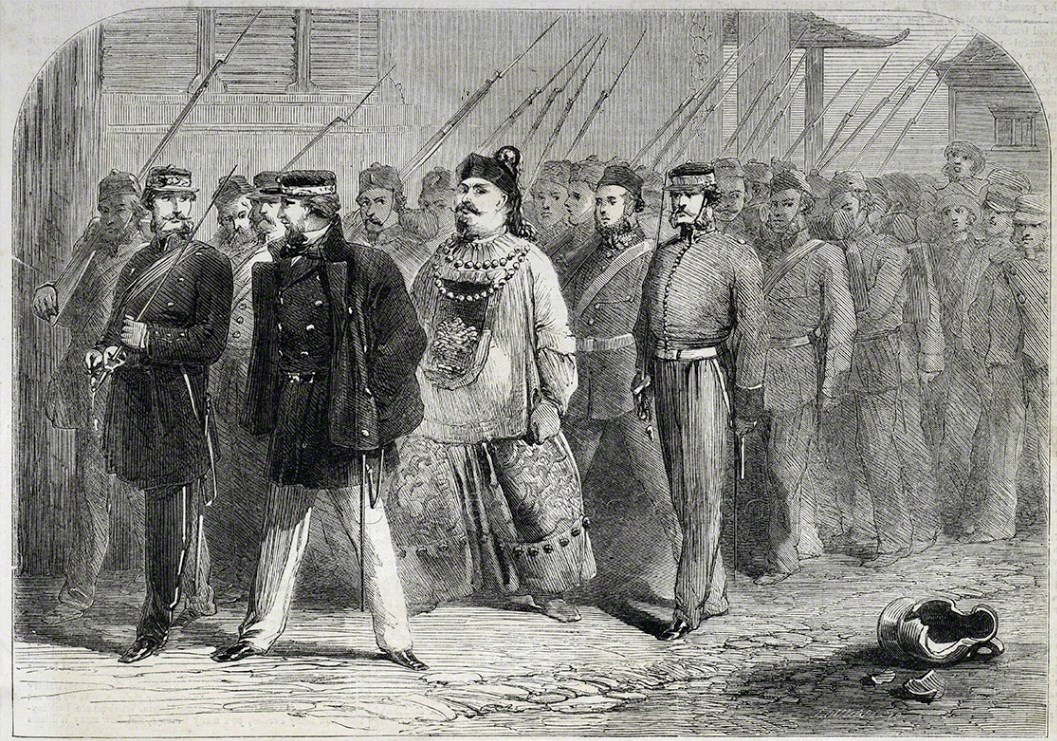
Захват британцами Е Минчэня 5 января 1858 года.

Е Минчэнь был схвачен и доставлен в Калькутту, где год спустя он умер от голода. После того, как британцы и французы заняли город, они создали совместную правительственную комиссию. Отчасти из-за битвы и последующей оккупации (китайцы хотели избежать повторения битвы в Пекине) 26 июня 1858 года был подписан Тяньцзиньский договор, положивший конец Второй опиумной войне.
Во время оккупации местное население было настолько враждебно ко всем иностранцам в городе, что англо-французские войска обдумывали провести вторую бомбардировку города (но отказались от этих планов). Весной 1858 года сформировалось полноценное движение сопротивления оккупации, и обычным явлением стали покушения на часовых союзников и западных мирных жителей; в ответ французы провели репрессии в городе и местных деревнях, там, где происходили такие нападения. В июле китайские войска безуспешно пытались штурмовать Кантон, чтобы отбить его. К сентябрю нападения на иностранцев в Кантоне в основном прекратились.
Сгоревшие в 1856 году фактории не были восстановлены, их перенесли на искусственный остров Шамянь, расположенный выше по течению реки. Остров Шамянь был полностью отрезан от местного населения, добраться до него можно было только по двум охраняемым мостам. 